# Don Mankiewicz
Don Mankiewicz (Berlim, 20 de janeiro de 1922 - Monrovia, 25 de abril de 2015) foi um roteirista e romancista estadunidense. Ele foi indicado ao Oscar de melhor roteiro adaptado por Eu Quero Viver! (1958) estrelado por Susan Hayward.

## Filmografia

### Filmes
| Ano  | Filmes                              | Responsabilidade       |
| ---- | ----------------------------------- | ---------------------- |
| 1953 | Fast Company                        | Adaptação              |
| 1954 | The Big Moment                      | Escrito por            |
| 1955 | Trial                               | Escrito por            |
| 1957 | House Of Numbers                    | Roteiro                |
| 1958 | Le imprese di una spada leggendaria | Roteiro                |
| 1958 | I Want to Live!                     | Roteiro                |
| 1962 | The Chapman Report                  | Roteiro                |
| 1965 | Who Has Seen the Wind?              | Roteiro                |
| 1967 | A Man Called Ironside               | Roteiro                |
| 1968 | Split Second to an Epitaph          | Roteiro                |
| 1973 | The Bait                            | Roteiro                |
| 1975 | The Black Bird                      | Story By               |
| 1979 | Sanctuary of Fear                   | Roteiro, Sup. Produção |
| 1983 | I Want To Live                      | Roteiro                |

### Televisão
| Ano     | TV Series                      | Responsabilidade        | Notas        |
| ------- | ------------------------------ | ----------------------- | ------------ |
| 1950-53 | Studio One in Hollywood        | Escritor                | 2 Episódios  |
| 1951    | Schlitz Playhouse              | Escritor                | 1 Episódio   |
| 1953    | Your Jeweler's Showcase        | Escritor                | 1 Episódio   |
| 1955    | TV Reader's Digest             | Escritor                | 1 Episódio   |
| 1955    | Lux Video Theatre              | Escritor                | 1 Episódio   |
| 1955    | The Joseph Cotten Show         | Escritor                | 1 Episódio   |
| 1955    | Star Stage                     | Escritor                | 2 Episódios  |
| 1956    | The Ford Television Theater    | Escritor                | 1 Episódio   |
| 1957    | Playhouse 90                   | Escritor                | 1 Episódio   |
| 1958    | Kraft Television Theatre       | Escritor                | 2 Episódios  |
| 1959    | Armchair Theatre               | Escritor                | 1 Episódio   |
| 1959-61 | One Step Beyond                | Escritor                | 6 Episódios  |
| 1961    | Bus Stop                       | Escritor                | 1 Episódio   |
| 1961-63 | Armstrong Circle Theatre       | Escritor                | 4 Episódios  |
| 1962    | The DuPont Show of the Week    | Escritor                | 1 Episódio   |
| 1962    | General Electric Theater       | Escritor                | 1 Episódio   |
| 1964-65 | Profiles in Courage            | Escritor                | 6 Episódios  |
| 1966    | Hawk                           | Escritor                | 2 Episódios  |
| 1966    | The Trials of O'Brien          | Escritor                | 1 Episódio   |
| 1967    | Star Trek: The Original Series | Escritor                | 1 Episódio   |
| 1967-68 | Ironside                       | Escritor                | 5 Episódios  |
| 1969    | Mannix                         | Escritor                | 1 Episódio   |
| 1969-70 | Marcus Welby, M.D.             | Escritor                | 2 Episódios  |
| 1971    | Sarge                          | Escritor                | 1 Episódio   |
| 1973-77 | McMillan & Wife                | Escritor                | 3 Episódios  |
| 1976-77 | Lanigan's Rabbi                | Escritor, Sup. Produção | 2 Episódios  |
| 1977    | Rosetti and Ryan               | Escritor                | 2 Episódios  |
| 1982-83 | Hart to Hart                   | Consultor               | 14 Episódios |
| 1983    | Simon & Simon                  | Escritor, Consultor     |              |
| 1983    | Murder Ink                     | Escritor                | Filme de TV  |
| 1985    | Crazy Like a Fox               | Consultor               | 4 Episódios  |
| 1986    | MacGyver                       | Escritor                | 1 Episódio   |
| 1987    | Adderly                        | Consultor               | 1 Episódio   |
| 1995    | The Marshal                    | Escritor                | 1 Episódio   |